# Alfons Kurfess
Alfons Kurfess (* 22. Juni 1889 in Unterriffingen, Oberamt Rottweil; † 17. September 1965 in Hildesheim) war ein deutscher Klassischer Philologe und Gymnasialdirektor. Er ist besonders als Sallust-Forscher bekannt.

## Leben
Alfons Kurfess, der Sohn des Volksschullehrers Anton Kurfess in Göllsdorf bei Rottweil, besuchte das Königliche Gymnasium in Rottweil und studierte nach der Reifeprüfung (1. Juli 1908) vom 28. Oktober 1908 bis zum 22. Juli 1912 Klassische Philologie an der Berliner Universität. Am 9. und 10. Dezember 1912 bestand er die Lehramtsprüfung in den Fächern Latein, Griechisch und Hebräisch. 1913 wurde er zum Dr. phil. promoviert. Anschließend absolvierte er den Vorbereitungsdienst für das höhere Lehramt: das Seminarjahr vom 1. April 1913 bis zum 31. März 1914 am Königlichen evangelischen Gymnasium in Glogau und das Probejahr ab dem 1. April 1914 am Königlichen Gymnasium in Wohlau. Beim Ausbruch des Ersten Weltkriegs wurde er zunächst zurückgestellt und später, zum 1. April 1915, einberufen.
Nach seiner Rückkehr erhielt Kurfess zum 1. April 1919 eine Festanstellung als Studienrat am Kaiserin-Augusta-Gymnasium in Berlin-Charlottenburg, wo er zehn Jahre lang tätig war. Neben dem Schuldienst setzte er seine Forschungsarbeit fort und gab Schulausgaben lateinischer Schriftsteller heraus. Zusammen mit Hans Schaal und Paul Sparmberg gab er die Reihe Lateinische und griechische Lesehefte heraus, in der er auch selbst mehrere Hefte erscheinen ließ.
Zum 1. April 1928 wechselte Kurfess als Schulleiter (Studiendirektor) an das Staatliche Gymnasium zu Sigmaringen in Württemberg. Zum 1. April 1932 wechselte er an das Staatliche Gymnasium in Münstereifel, am 1. Dezember 1933 an das Gymnasium in Linz am Rhein. Nach dem Ende des Zweiten Weltkriegs wurde er in den Ruhestand versetzt und zog nach Neu-Ölsburg bei Peine (Niedersachsen), später (vor 1961) nach Hildesheim, wo er am 17. September 1965 im Alter von 76 Jahren starb.
Kurfess beschäftigte sich seit seinem Studium mit den Schriften des römischen Historikers Sallust. Seine ersten Arbeiten betrafen einige kleinere Schriften, die diesem Autor zugeschrieben werden und die Kurfess unter dem Namen Appendix Sallustiana zusammenfasste. Er veröffentlichte erstmals in den 1920er Jahren kritische Ausgaben der einzelnen Schriften. In der Zeit nach dem Zweiten Weltkrieg überarbeitete er diese Ausgaben und fasste sie unter dem Titel Appendix Sallustiana zusammen; auch die größeren, historischen Schriften Sallusts gab er in einer kritischen Edition heraus. Kurfess’ zweiteilige Sallust-Ausgabe wurde mehrmals nachgedruckt (zuletzt 1991) und blieb lange maßgeblich. Sie wurde 1991 durch die kritische Edition von L. D. Reynolds ersetzt.
Weitere Forschungsschwerpunkte waren die römischen Dichter und die Kirchenväter. Kurfess verfasste in diesem Bereich mehrere Aufsätze sowie Artikel für Paulys Realenzyklopädie der klassischen Altertumswissenschaft (RE) und für das Reallexikon für Antike und Christentum (RAC). Er schuf auch Nachdichtungen mittellateinischer liturgischer Hymnen.

## Schriften (Auswahl)
- De Sallustii in Ciceronem et invicem invectivis. Berlin 1913 (Dissertation)
- Sallustii in Ciceronem et invicem invectivae. Recensuit Alphonsus Kurfess. Leipzig 1914
- Die Invektivenpoesie der sullanisch-cäsarischen, augusteischen und nachaugusteischen Zeit. Ein Beitrag zur Geschichte der Invektive. Wohlau 1915 (Schulprogramm) urn:nbn:de:hbz:061:1-419135
- C. Sallusti Crispi Epistulae ad Caesarem senem de re publica. Leipzig 1921
- Sallusts Invective gegen Cicero. Ein Pamphlet aus dem Jahre 54 v. Chr. Text mit ausgewähltem kritischen Apparat, zahlreichen Parallelstellen und deutscher Uebersetzung. Berlin-Charlottenburg 1927
- C. Sallusti Crispi Epistulae ad Caesarem senem de re publica. Leipzig 1930
- Festgabe, Herrn Geheimrat Professor Dr. Peter Meyer, früherem Direktor des St. Michael-Gymnasiums zu Muenstereifel zum 80. Geburtstag 7. 2. 1933 überreicht. Münstereifel 1933
- Sibyllinische Weissagungen. Urtext und Übersetzung. München 1951
- C. Sallusti Crispi Catilina, Iugurtha, fragmenta ampliora. Post A. W. Ahlberg edidit Alphonsus Kurfess. 2. Auflage, Leipzig 1954. 3. Auflage 1957. Zahlreiche Nachdrucke bis 1991
- Appendix Sallustiana. Zwei Teile, Leipzig 1950–1970
  - Fasciculus 1: Epistulae ad Caesarem senem de re publica. 3. Auflage 1950. 4. Auflage 1955. 5. Auflage 1962. 7., unveränderte Auflage 1970
  - Fasciculus 2: (Sallusti) in Ciceronem et invicem invectivae. 2. Auflage 1950. 3. Auflage 1958. 4. Auflage 1962. 5., unveränderte Auflage 1970

Schulausgaben
- Auswahl aus Augustins Confessiones. Leipzig/Berlin 1921. 2., verbesserte Auflage, Leipzig 1924. 3., verbesserte und vermehrte Auflage 1926. 4., verbesserte Auflage 1929
- Auswahl aus Augustinus Gottesstaat. Leipzig 1925. 2. Auflage 1929
- Lateinische Gedichte des Mittelalters. Leipzig 1923. 2., vermehrte Auflage 1925. 3., veränderte Auflage 1927. 3., wenig veränderte Auflage 1927. 5., verbesserte Auflage 1932 (Ecloga Graecolatina 6)
- Altchristlicher Literatur des Abendlandes. Leipzig 1926. Nachdruck 1928 (Ecloga Graecolatina 17)
- Sancti Aureli Augustini De beata vita liber. Bielefeld 1926
- C. Valerius Catullus. Ausgewählte Gedichte. Bielefeld 1926
- Kaiser Augustus und seine Zeit. Quellen zum Leben des Augustus und zum Verständnis der augusteischen Zeitalter. Bielefeld 1926
- Kaiser Tiberius. Nach Tacitus’ Annalen 1–6, Sueton, Velleius Paterculus und anderen Quellen. Bielefeld 1926. Nachdruck 1933
- Kaiser Augustus. Monumentum Ancyranum und Suetons Vita in Auswahl und andere Quellen. Bielefeld 1927
- Ausgewählte Dichtungen des P. Ovidius Naso. Bielefeld 1927
- Auswahl aus Vergils Georgica und Aeneis. Bielefeld 1927
- Cicero: Rede für Quintus Ligarius. Bielefeld 1928
- Sallust: Verschwörung des Katilina. Cicero: Reden gegen Katilina. Bielefeld 1928
- Gott und die Schöpfung. Aus der Philosophie des Thomas von Aquino. Leipzig 1928 (Philosophische Quellenhefte 9)
- Römische Lyrik. Katull, Horaz, Tibull, Properz, Ovid, Martial, Ausonius, altchristliche Poesie in Auswahl. Bielefeld 1929
- Der Endkampf um den römischen Freistaat. Ciceros siebente Philippica mit einigen Briefen. Bielefeld/Leipzig 1931